# Sonkatch
Sonkatch es una localidad de la India en el distrito de Dewas, estado de Madhya Pradesh.

## Geografía
Se encuentra a una altitud de 475 m s. n. m. a 130 km de la capital estatal, Bhopal, en la zona horaria UTC +5:30.

## Demografía
Según estimación 2010 contaba con una población de 18 020 habitantes.